# Club Calcio Catania 1954-1955
Questa pagina raccoglie i dati riguardanti il Club Calcio Catania nelle competizioni ufficiali della stagione 1954-1955.

## Stagione
In vista dell'esordio sul palcoscenico maggiore, il Cibali deve essere messo nelle migliori condizioni per accogliere la gran massa di sportivi negli incontri di cartello della nuova stagione, per completare in tempo i lavori, la società chiede ed ottiene di iniziare il torneo con due trasferte. Archiviato il battesimo di fuoco con due sconfitte, l'esordio al Cibali regala i primi punti con un travolgente (5-0) all'Udinese. Dopo la sospensione per la pioggia battente contro l'Atalanta, arriva l'Inter accolta al Cibali da trentamila persone, sarà (1-1). Il bilancio finale del primo campionato di Serie A è lusinghiero, dodicesimo posto e tranquilla salvezza conquistata attraverso un gioco più che convincente. Tutto bene dunque? E invece no, che non va bene. Dapprima si diffondono voci che la Lega sta indagando sul Club rossazzurro. Poi l'inchiesta diventa ufficiale e scatena un terremoto. Un giornalista sportivo rivela accuse pesanti e circostanziate che pesano come macigni. La sentenza della Lega spedisce in Serie B Udinese, secondo in campionato, e Catania, si salvano le retrocesse Spal e Pro Patria. La prima avventura del Catania in "A" si chiude amaramente, con un illecito che macchia in modo indelebile il vessillo etneo, una sconfitta peggiore di qualunque batosta rimediata sul campo. Nella stagione 1954-1955 il Catania arrivò 12° in Serie A, ma venne retrocesso d'ufficio dalla Lega Nazionale Professionisti a causa di un illecito sportivo.

## Rosa
| N. |                      | Ruolo | Calciatore           |
| -- | -------------------- | ----- | -------------------- |
|    | Italia (bandiera)    | P     | Antonio Seveso       |
|    | Italia (bandiera)    | P     | Ezio Bardelli        |
|    | Italia (bandiera)    | P     | Giano Pattini        |
|    | Italia (bandiera)    | D     | Carlo Baccarini      |
|    | Italia (bandiera)    | D     | Umberto Boniardi     |
|    | Italia (bandiera)    | D     | Varo Bravetti        |
|    | Italia (bandiera)    | D     | Araldo Pirola        |
|    | Italia (bandiera)    | D     | Ferruccio Santamaria |
|    | Italia (bandiera)    | C     | Franco Bassetti      |
|    | Danimarca (bandiera) | C     | Karl Aage Hansen     |

| N. |                     | Ruolo | Calciatore           |
| -- | ------------------- | ----- | -------------------- |
|    | Italia (bandiera)   | C     | Jone Spartano        |
|    | Germania (bandiera) | C     | Karl-Heinz Spikofski |
|    | Italia (bandiera)   | C     | Nicola Fusco         |
|    | Italia (bandiera)   | C     | Clemente Gotti       |
|    | Italia (bandiera)   | C     | Nino Malinverni      |
|    | Italia (bandiera)   | C     | Michele Manenti      |
|    | Italia (bandiera)   | A     | Guido Klein          |
|    | Italia (bandiera)   | A     | Vittorio Ghiandi     |
|    | Italia (bandiera)   | A     | Renato Cattaneo      |
|    | Italia (bandiera)   | A     | Giuseppe Vazzano     |

## Risultati

### Serie A

#### Girone di andata
| Arbitro: | Guarnaschelli (Pavia) |

|                          |           |                    |
| Mariani 14’ Bizzarri 42’ | Marcatori | 82’ (aut.) Cervato |

| Arbitro: | Moriconi (Roma) |

|                                          |           |                  |
| Pozzan 3’, 87’ Pivatelli 49’ Bonafin 72’ | Marcatori | 36’, 48’ Ghiandi |

| Arbitro: | Grandville (Roma) |

|                                                  |           |  |
| Bassetti 17’ Ghiandi 21’, 54’, 67’ Spikofski 89’ | Marcatori |  |

| Arbitro: | Bellè (Venezia) |

|               |           |                                                |
| Spikofski 49’ | Marcatori | 30’ (rig.) Liedholm 66’ Schiaffino 68’ Ricagni |

| Genova 17 ottobre 1954 5ª giornata | Genoa            | 0 – 0 | Catania | Stadio Luigi Ferraris\| Arbitro: \| Griggi (Brescia) \| |
| Arbitro:                           | Griggi (Brescia) |       |         |                                                         |

| Arbitro: | Grandville (Roma) |

|            |           |               |
| Bronée 55’ | Marcatori | 32’ Spikofski |

| Catania 31 ottobre 1954 7ª giornata | Catania               | 0 – 0 | Novara | Stadio Cibali\| Arbitro: \| Guarnaschelli (Pavia) \| |
| Arbitro:                            | Guarnaschelli (Pavia) |       |        |                                                      |

| Arbitro: | Bonetto (Torino) |

|             |           |  |
| Manenti 83’ | Marcatori |  |

| Arbitro: | Coppa (Mariano Comense) |

|            |           |           |
| Secchi 63’ | Marcatori | 56’ Fusco |

| Arbitro: | Corallo (Lecce) |

|           |           |                               |
| Rossi 12’ | Marcatori | 16’ Ghiandi 22’, 82’ Cattaneo |

| Arbitro: | Scaramella (Roma) |

|               |           |  |
| Spikofski 23’ | Marcatori |  |

| Arbitro: | Piemonte (Monfalcone) |

|             |           |                     |
| Manenti 42’ | Marcatori | 10’ (aut.) Boniardi |

| Arbitro: | Marchetti (Milano) |

|             |           |  |
| Bearzot 74’ | Marcatori |  |

| Arbitro: | Griggi (Brescia) |

|          |           |           |
| Rosa 70’ | Marcatori | 85’ Gotti |

| Arbitro: | Bonetto (Torino) |

|                      |           |             |
| Hansen 27’ Gotti 29’ | Marcatori | 86’ Pratesi |

| Arbitro: | Jonni (Macerata) |

|                         |           |                            |
| Spikofski 85’ Fusco 90’ | Marcatori | 61’ (aut.) Gotti 83’ Nyers |

| Arbitro: | Maurelli (Roma) |

|                 |           |  |
| Vitali 37’, 80’ | Marcatori |  |

#### Girone di ritorno
| Arbitro: | Piemonte (Monfalcone) |

|  |           |              |
|  | Marcatori | 17’ Bizzarri |

| Arbitro: | Orlandini (Roma) |

|                         |           |                          |
| Bassetti 54’ Pirola 69’ | Marcatori | 24’ Pivatelli 71’ Pozzan |

| Arbitro: | Grandville (Roma) |

|               |           |  |
| Selmosson 41’ | Marcatori |  |

| Arbitro: | Rigato (Mestre) |

|                          |           |  |
| Frignani 79’ Nordahl 82’ | Marcatori |  |

| Arbitro: | Scaramella (Roma) |

|                           |           |  |
| Ghiandi 20’ Spikofski 29’ | Marcatori |  |

| Arbitro: | Moriconi (Roma) |

|                         |           |                       |
| Hansen 12’ Bassetti 57’ | Marcatori | 18’ Bronée 55’ Praest |

| Arbitro: | Agnolin (Bassano del Grappa) |

|                  |           |  |
| Marzani 14’, 37’ | Marcatori |  |

| Arbitro: | Valsecchi (Milano) |

|            |           |  |
| Hansen 75’ | Marcatori |  |

| Arbitro: | Griggi (Brescia) |

|                       |           |            |
| Fusco 28’ Ghiandi 38’ | Marcatori | 36’ Secchi |

| Arbitro: | Pieri (Trieste) |

|             |           |  |
| Ghiandi 20’ | Marcatori |  |

| Arbitro: | Orlandini (Roma) |

|                                              |           |  |
| Rasmussen 31’, 87’ Annovazzi 37’ Lenuzza 70’ | Marcatori |  |

| Arbitro: | Scaramella (Roma) |

|                              |           |  |
| Skoglund 3’ Savioni 46’, 75’ | Marcatori |  |

| Arbitro: | Bernardi (Bologna) |

|                  |           |           |
| Ghiandi 34’, 40’ | Marcatori | 68’ Bacci |

| Arbitro: | Grandville (Roma) |

|                  |           |            |
| Cattaneo 9’, 64’ | Marcatori | 67’ Ronzon |

| Arbitro: | Marangio (Roma) |

|                           |           |              |
| Gariboldi 64’ La Rosa 79’ | Marcatori | 41’ Cattaneo |

| Arbitro: | Ferrari (Milano) |

|                                     |           |           |
| Pandolfini 8’ (rig.) Galli 64’, 75’ | Marcatori | 49’ Klein |

| Arbitro: | Griggi (Brescia) |

|             |           |             |
| Manenti 53’ | Marcatori | 67’ Pesaola |

## Statistiche

### Statistiche di squadra
| Competizione | Punti | In casa | In casa | In casa | In casa | In casa | In casa | In trasferta | In trasferta | In trasferta | In trasferta | In trasferta | In trasferta | Totale | Totale | Totale | Totale | Totale | Totale | DR |
| Competizione | Punti | G       | V       | N       | P       | Gf      | Gs      | G            | V            | N            | P            | Gf           | Gs           | G      | V      | N      | P      | Gf     | Gs     | DR |
| ------------ | ----- | ------- | ------- | ------- | ------- | ------- | ------- | ------------ | ------------ | ------------ | ------------ | ------------ | ------------ | ------ | ------ | ------ | ------ | ------ | ------ | -- |
| Serie A      | 30    | 17      | 9       | 6       | 2       | 27      | 16      | 17           | 1            | 4            | 12           | 11           | 31           | 34     | 10     | 10     | 14     | 38     | 47     | -9 |

### Statistiche dei giocatori
| Giocatore     | Serie A  | Serie A |
| Giocatore     | Presenze | Reti    |
| ------------- | -------- | ------- |
| C. Baccarini  | 2        | 0       |
| E. Bardelli   | 26       | -34     |
| F. Bassetti   | 15       | 3       |
| U. Boniardi   | 27       | 0       |
| V. Bravetti   | 31       | 0       |
| R. Cattaneo   | 23       | 5       |
| N. Fusco      | 20       | 3       |
| V. Ghiandi    | 32       | 11      |
| C. Gotti      | 17       | 2       |
| K. Hansen     | 31       | 2       |
| G. Klein      | 5        | 1       |
| N. Malinverni | 15       | 0       |
| M. Manenti    | 25       | 3       |
| G. Pattini    | 6        | -10     |
| A. Pirola     | 18       | 1       |
| F. Santamaria | 27       | 0       |
| A. Seveso     | 2        | -3      |
| J. Spartano   | 24       | 0       |
| K. Spikofski  | 27       | 6       |
| G. Vazzano    | 1        | 0       |